# Westgate (Floride)
Pour les articles homonymes, voir Westgate.
Westgate est une census-designated place du comté de Palm Beach, dans l'État de Floride, aux États-Unis,. En 2020, elle compte une population de 8 435 habitants.